# Ропавське
Ропа́вське — село в Україні, у Боринській селищній  громаді Самбірського району Львівської області. Населення становить 234 осіб.

## Церква
Храм святих мучеників Макавейських збудована у 1876 році. Розташована на цвинтарі на схилі високої гори. Будівля бойківського типу, складається з трьох квадратних зрубів, вівтаря і бабинця. При наві розміщені невеликі бічні ризниці. Основні об'єми завершені пірамідальними наметовими верхами з двома заломами над бабинцем і вівтарем та трьома — над навою. Церкву оперізує піддашшя, оперте на профільовані виступи вінців зрубів. Під піддашшям з заходу бабинця, влаштовано засклений ґанок. Ззовні стіни підопасання оббиті пластмасовою вагонкою, надопасання — гофрованим шифером. Стіни заломів вкриті бляхою. У 1959-1989 роках церква була закритою.